# Salan

Voivodato (ducado) de Salan de acuerdo con [https://web.archive.org/web/20090305052812/http://curug.rastko.net/9-vek/img/karta/9vek.jpg curug.rastko.net

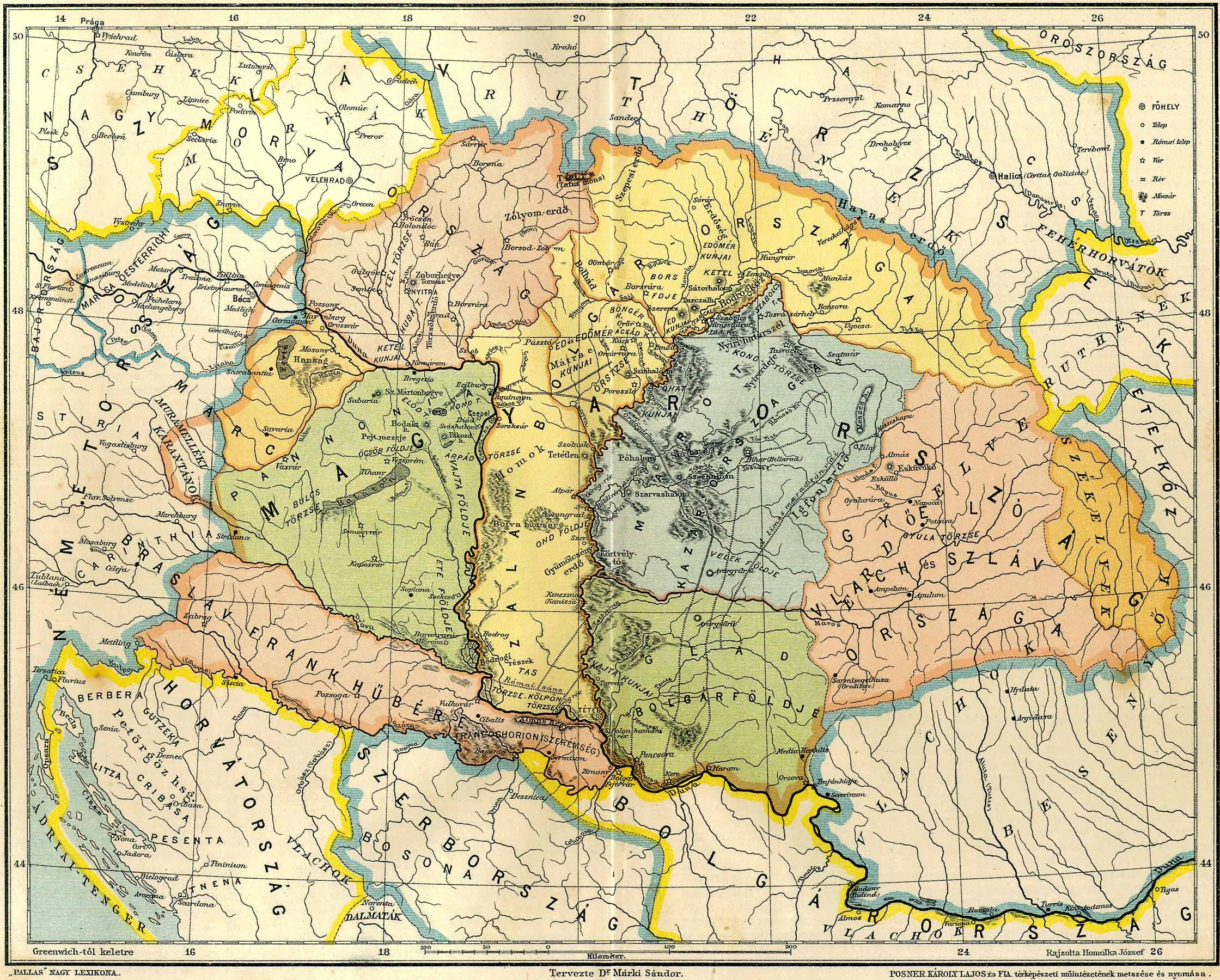

Salan, Dux Salanus o Zalan (en búlgaro y Cirílico serbio: Салан o Залан; húngaro: Zalán) fue, según la Gesta Hungarorum, un vaivoda (duque) búlgaro, que gobernó en el siglo IX la zona entre los ríos Danubio y Tisza, principalmente el territorio de la actual Bačka, región de Serbia y Hungría. La ciudad capital de su voivodato (ducado) fue Titel. El trazado exacto de la frontera septentrional del ducado se ignora: según algunas fuentes, el ducado incluía solamente Bačka, mientras que según otras también abarcaba gran parte del centro de la moderna Hungría.

## Historia
Según la Gesta Hungarorum, Salan fue vasallo del zar búlgaro (emperador), pero no está claro si era de origen búlgaro o de la población local ávara. La crónica del estado menciona que era descendiente de los kanes búlgaros que conquistaron el territorio hasta la frontera con los rusos y los polacos tras la muerte de Atila el Huno.
Hay una teoría que afirma que su nombre significa «el hombre de la sal», por lo que podría ser un apodo que le dieron los autores de las crónicas, que describían el papel que tenía: el de suministrar sal para su soberano (el zar Simeón el Grande de Bulgaria).
En la época de la conquista de Hungría (después de 896), los húngaros atacaron el voivodato de Salan; el zar búlgaro Simeón acudió en su auxilio e incluso el emperador bizantino envió tropas auxiliares contra los húngaros. Estos vencieron a un ejército conjunto búlgaro y bizantino acaudillado por Salan a principios del siglo X en las llanuras de Alpár y se adueñaron de las tierras del voivodato.